# 차오톈구

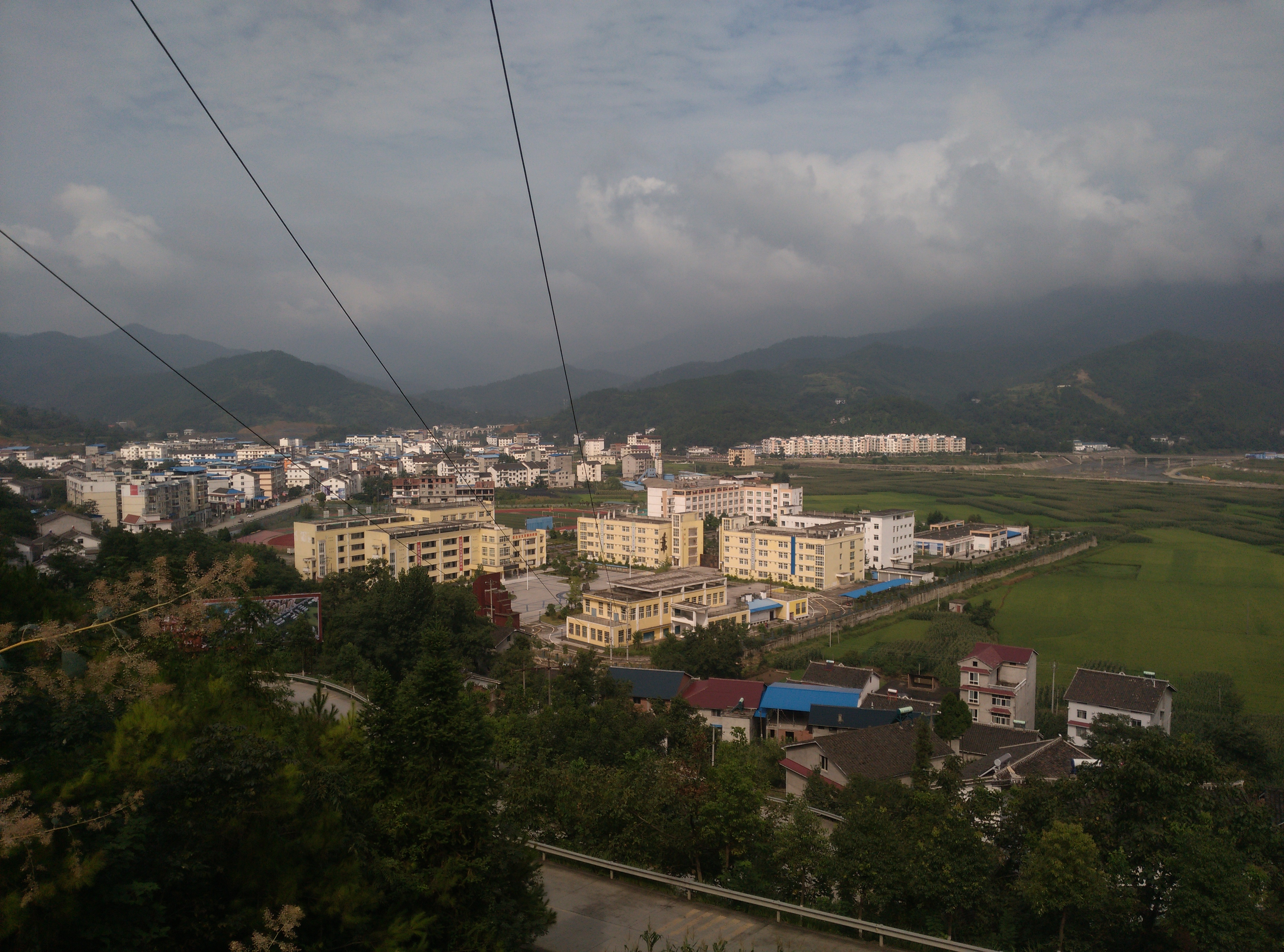

차오톈구(한국어: 조천구, 중국어: 朝天区, 병음: Cháotiān Qū)는 중화인민공화국 쓰촨성 광위안 시의 현급 행정구역이다. 넓이는 1618km2이고, 인구는 2007년 기준으로 210,000명이다.

## 기후
연평균 기온은 15.9°C이고 연평균 강수량은 1000mm이다.

## 행정 구역
6개 진, 19개 향을 관할한다.
- 진: 朝天镇, 大滩镇, 羊木镇, 曾家镇, 中子镇, 沙河镇.
- 향: 陈家乡, 小安乡, 鱼洞乡, 东溪河乡, 花石乡, 蒲家乡, 西北乡, 宣河乡, 转斗乡, 青林乡, 平溪乡, 两河口乡, 李家乡, 汪家乡, 麻柳乡, 临溪乡, 文安乡, 马家坝乡, 柏杨乡.